# Sainte-Foy-la-Grande
Sainte-Foy-la-Grande – miejscowość i gmina we Francji, w regionie Nowa Akwitania, w departamencie Żyronda.
Według danych na rok 1990 gminę zamieszkiwało 2745 osób, a gęstość zaludnienia wynosiła 5382 osób/km² (wśród 2290 gmin Akwitanii Sainte-Foy-la-Grande plasuje się na 160. miejscu pod względem liczby ludności, natomiast pod względem powierzchni na miejscu 1580.).